# ناتالي كوهن
ناتالي كوهن (بالإنجليزية: Natalie Cohen)‏ هي عارضة وممثلة أمريكية، ولدت في 5 ديسمبر 1985 في لوس أنجلوس في الولايات المتحدة.

## وصلات خارجية
- الموقع الرسمي
- ناتالي كوهن على موقع IMDb (الإنجليزية)
- ناتالي كوهن على موقع قاعدة بيانات الفيلم (الإنجليزية)